# Opečnata golobica
Opečnata golobica (znanstveno ime Russula velenovskyi) je gliva iz rodu golobic (Russula).

## Značilnosti
Klobuk ima v premeru od 3 do 7 cm. V mladosti je polkroglast z udrtino na sredini. Površina je mat, ko je suha in mazljivo sijoča, ko je vlažna. Je enakomerno opečnato rdeče do karminasto rdeče barve v mladosti. Kasneje od sredine navzven zbledi v rumenkasto. Rob je nekoliko progasto rebrast. Povrhnjica se lahko odlušči skoraj v celoti.
Lističi so beli v mladosti, kasneje svetlo rumeni do oker. Nekateri se viličasto razcepljajo.
Bet je bele barve, včasih z rožnato obarvanimi mesti, valjast in trden dokler je mlad, kasneje se izvotli. Na površini ima drobne vzdolžne vene.
Meso je belkasto, vonj je šibak in neizrazit, okus je blag.
Kemične reakcije na mesu klobuka:
- železov sulfat: rožnata
- gvajak: zelena
- fenol: temno vinsko rdeča[1]

## Razširjenost in življenjski prostor
Posamično ali v manjših skupinah v listnatih gozdovih na revnih tleh. Najpogosteje v povezavi z bukvijo, redkeje tam kjer so iglavci.

## Mikroskopske značilnosti
Trosni odtis je okraste barve. Trosi so skoraj okrogli z bradavicami, ki so le na redko povezane z grebeni. Merijo 6,7–9,3 x 5,5–7,2 μm.

## Podobne vrste
- razbarvana golobica (Russula exalbicans) ima pekoč okus
- češnjasta golobica (Russula sanguinea) ima po betu rdeče odtenke

## Uporabnost
Užitna.

## Galerija slik
- lističi in bet
- starejša primerka
- trosni odtis
- trosi
- bazidij
- cistida